# Long Live the Angels
Long Live the Angels é o segundo álbum de estúdio da cantora escocesa Emeli Sandé, lançado em 11 de novembro de 2016 pela Virgin Records . O primeiro single do álbum, " Hurts ", foi lançado em 16 de setembro de 2016. Sandé embarcou em uma turnê européia para divulgar o álbum, com datas no Reino Unido, França, Holanda, Alemanha e Suécia.

## Antecedentes e produção
Long Live the Angels é a continuação do álbum de estreia de Sandé Our Version of Events (2012), que gerou quatro singles no top 10, bem como colaborações subsequentes com Labrinth (" Beneath Your Beautiful "), Naughty Boy (" Lifted" ) e David Guetta (" What I Did for Love ").  O álbum foi gravado nos quatro anos anteriores ao seu lançamento e foi originalmente planejado para ser lançado antes do Natal de 2015. No entanto, quando a cantora britânica Adele anunciou que seu próximo álbum 25 seria lançado antes do Natal, Sandé postergou seu álbum de volta para o ano seguinte. Em janeiro de 2016, Sandé foi fotografada no Angelic Studios em Oxfordshire dando os retoques finais no álbum. Durante uma entrevista com o Evening Standard, Sandé explicou por que demorou para gravar o álbum: "Sinto que precisava me afastar disso. Ser uma estrela pop nunca foi realmente meu grande pensamento – queria apenas ser uma musicista. Acho que quanto mais longe você se afasta da vida real, menos você tem que escrever." Durante uma entrevista, ela disse:

Por um longo tempo, eu não conseguia imaginar voltar atrás novamente. Eu queria cantar, mas eu queria fazer isso de uma forma totalmente diferente. Se eu fosse retornar, eu precisaria saber que eu seria uma artista e não um produto. Para mim, eu fui um sucesso por acidente. Como você sai desta situação estranha, uma pessoa tímida se expondo lá forra, tentando se proteger, mas dando o máximo para fazer música? É um ato de equilíbrio muito estranho. Sandé durante uma entrevista para o The Sunday Times Culture em 2016.

## Música e letras

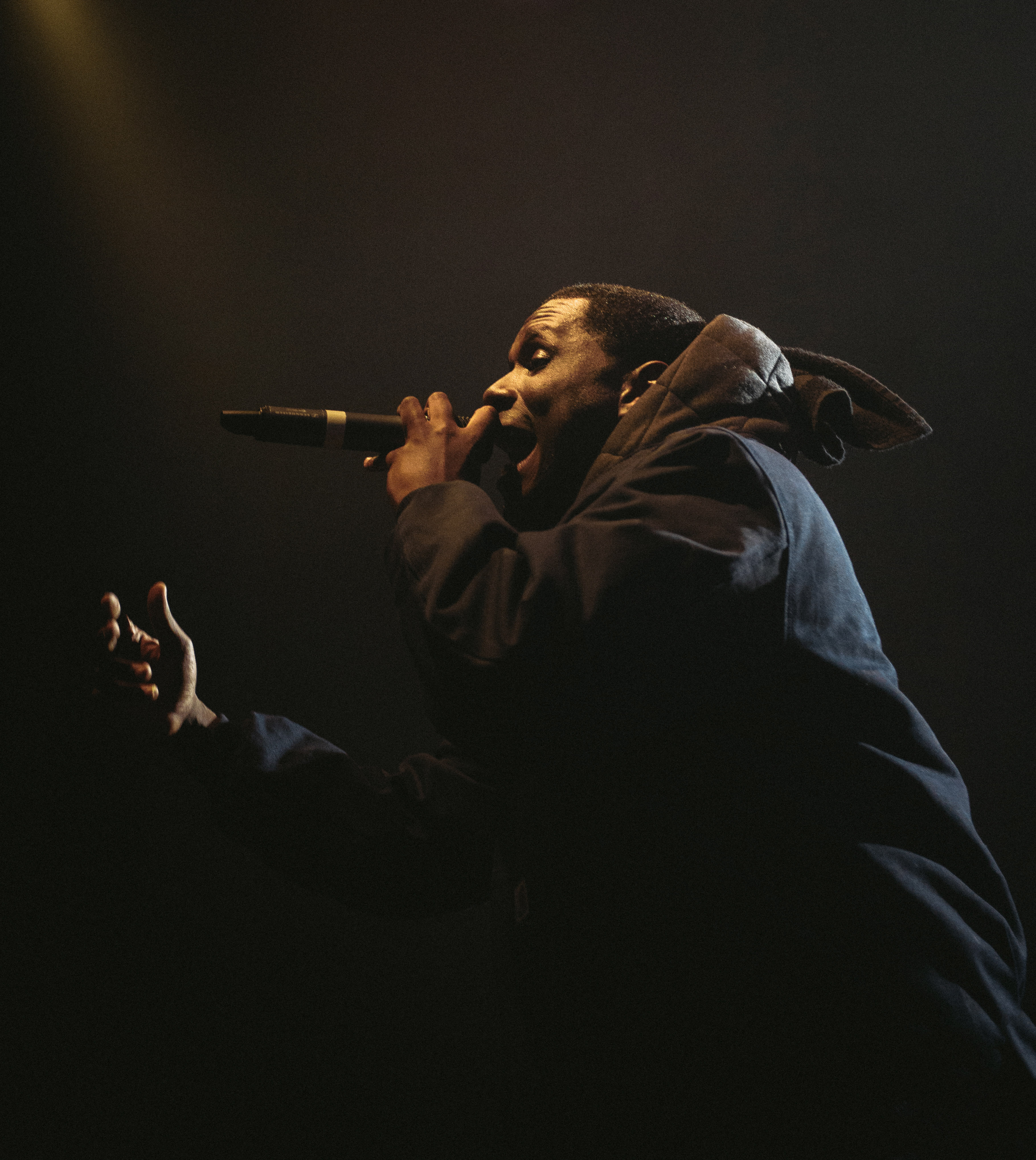
O rapper americano Jay Electronica aparece no segundo single "Garden", que foi lançado junto com a pré-venda do álbum.

Long Live the Angels explora temas de salvação, devoção, dor e perseverança, que de acordo com AllMusic, podem ter refletido o casamento da cantora com seu "parceiro de longa data em 2012" e subsequente o divórcio que ocorreu logo depois.  A própria Sandé confirmou isso ao falar sobre o primeiro single " Hurts " e o rompimento, "quero dizer, esse foi o único relacionamento que eu já experimentei, então para finalmente ficar sem ele e sem o relacionamento na minha vida, levou um tempo de muito ajuste... Então 'Hurts' veio quando me senti um pouco mais estável e pronta para enfrentá-lo. Esta foi a primeira vez que abordei isso dentro de mim".  A BBC descreveu a música como uma "explosão emocional" arrebatadora e cinematográfica. "Hurts" apresenta "um arranjo de cordas urgentes [que] sublinham sombriamente as emoções" por trás da letra da música.  Ele também possui violões e um coral.
O álbum também foi influenciado pela herança zambiana de Sandé. O pai de Sandé foi convidado a contribuir para a música "Tenderly" durante uma visita ao país, juntamente com primos e uma escolha local, creditada como Coro Serenje, em homenagem à cidade de Serenje, no distrito de Serenje, na Zâmbia.  Ela disse à BBC que a jornada foi "um ponto de virada espiritual tão grande". Os memorandos de voz gravados durante a viagem estão incluídos no álbum.
Enquanto isso, os únicos outros vocalistas convidados do álbum aparecem na música "Garden", que é construída em torno de uma "batida esparsa tecida entre ritmos estalados" e "linha de baixo profunda solitária". Apresenta uma introdução poética e um final de Áine Zion.  De acordo com Sandé, as partes de Zion foram gravadas em Nova York, e a música estava em produção desde 2014. Ao conhecer o rapper americano Jay Electronica no verão seguinte, Sandé pediu à Electronica para adicionar à música; ele contribuiu com "barras de fluxo de consciência [que] contemplam o amor, a indiferença do mundo às vezes aparentemente e o medo de ceder à emoção". Seu verso compara o amor a ser um santuário, referenciando a música de Prince de 1984 " Purple Rain " e também comparando o amor a uma sentença de morte. Liricamente, Sandé disse que enxerga a música "dizendo a verdade, mas meio que mostrando todos os meus lados desta vez".
Long Live the Angels também contém uma série de baladas que lidam com "consequências de um relacionamento quebrado, lamentando sonhos falsos, ansiando por realização e admitindo [uma] incapacidade de simplesmente ignorá-lo". Em "I'd Rather Not", Sandé dirige a letra para rejeitar segundas chances, com metáforas que as comparam a desastres naturais e "feridas de bala".  Segue os altos e baixos de um relacionamento até atingir o ponto de ruptura.  As músicas com alma "Every Single Little Piece" e o quarto single " Highs & Lows " são "grandes e efervescentes ".  Outras canções incluem "Give Me Something", que apresenta guitarra acústica reminiscente de " The Tracks of My Tears " e combina folk e soul, inspirando-se em Tracy Chapman .  Outras misturas de sons podem ser ouvidas na faixa de abertura do álbum "Selah", onde a produção apresenta uma "montagem miasmática de água escorrendo e sons ambientais", enquanto os vocais incluem "tons altos" e "zumbido", que dão vida às letras .

## Recepção critica
| Críticas profissionais | Críticas profissionais |
| Pontuações agregadas   | Pontuações agregadas   |
| Fonte                  | Avaliação              |
| ---------------------- | ---------------------- |
| Metacritic             | 72/100                 |
| Avaliações da crítica  |                        |
| Fonte                  | Avaliação              |

Long Live the Angels recebeu críticas geralmente favoráveis dos críticos. No Metacritic, que atribui uma classificação normalizada de 100 a críticas de publicações tradicionais, o álbum recebeu uma pontuação média de 72, com base em 11 críticas.  Neil McCormick, escrevendo para o The Daily Telegraph, avaliou o álbum com cinco de cinco estrelas e o declarou "um segundo álbum emocionante que afirma Sandé como um talento singular". Ele observou que " Long Live the Angels é algo especial, o som de uma talentosa e adulta cantora e compositora usando todas as ferramentas à sua disposição para recompor seu próprio coração".  O editor da AllMusic, Andy Kellman, sentiu que o álbum foi "construído para manter sua classificação [...] Sandé canta com mais precisão e força sem exagerar. Há também mais nuances em sua abordagem [...] Certos ouvintes podem lamentar a falta de cantores uptempo aqui, mas uma escuta atenta e completa apresenta uma justificativa clara."
O jornalista do Chicago Tribune, Greg Kot, escreveu que Long Live the Angels "soa enxuto e sem adornos quando comparado ao seu antecessor mais vendido, e é ainda melhor por isso. Algumas músicas são reduzidas a pouco mais que um violão e voz, mas Sande não depende de acrobacias vocais para preencher as lacunas. Ela sussurra e ruge, respirando com as músicas em vez de tentar dominá-las."  Em sua resenha para o The New York Times, Jon Pareles observou que o "retorno de Sandé é lúcido e despojado, colocando toda a expressividade de sua voz no centro. [Ela] poderia facilmente cantar ainda mais; ela tem delicadeza, volume, granulação, melismas e matizes astutos e rítmicos sempre que precisa. Mas ela habita suas canções ao invés de dominá-las [. . . ] Entrelaçar amor, fé e música, como Sandé faz em grande parte do álbum, é uma ideia testada pelo tempo. Mas também é permanente e merecedor, especialmente quando é levado com tanta graça infalível."
Andy Gill, escrevendo para o The Independent, observou que "os aspectos mais interessantes do álbum podem ser encontrados em arranjos menos estereotipados, [...] estabelecendo-se em um cenário folk-soul claramente influenciado por Tracy Chapman ".  A jornalista do Observer Bernadette McNulty descobriu que "uma lavagem repetitiva de violões e coros consoladores entorpecem a emoção, e Sandé é educada demais para ir para a jugular".  Menos entusiasmada, a colaboradora da Pitchfork, Katherine St. Asaph, sentiu que "muito de Long Live the Angels parece túrgido [...] Sandé canta, bem e alternadamente, mais de uma dúzia de faixas de melancolia majestosa, mas amorfa – o tipo de drama bege que The Guardian apelidou, em 2011, de o novo chato'."  Barry Nicolson, da NME, escreveu que "é claro que, com 15 faixas, também não há escassez de baladas sacarinas do X Factor [..] Sandé claramente tem talento para se destacar na sofisticada corrida armamentista multiplataforma da música pop moderna, mas você ainda deseja que ela não caia tão facilmente no clichê."

## Marketing e promoção
A música "Garden" com Jay Electronica e Áine Zion estreou no programa noturno da BBC Radio 1 com Annie Mac em 12 de outubro de 2016. "Garden" foi lançado digitalmente junto com a capa do álbum e a lista de faixas no dia seguinte. O videoclipe de "Garden" estreou em 15 de novembro de 2016.
Sande também excursionou na promoção do álbum. A 'Long Live the Angels Tour' incluiu os primeiros shows de estádiios que Sandé realizou, totalizando 40 shows em 2017.

## Desempenho do gráfico
Long Live the Angels estreou em segundo lugar na parada de álbuns do Reino Unido, atrás de 24 Hrs de Olly Murs . Durante a primeira semana de lançamento, vendeu 47.512 cópias.

## Lista de músicas
| N.º            | Título                      | Producer(s)                                     | Duração |  |
| 1.             | "Selah"                     | A. Sandé ProducerWez [a]                        |         |  |
| 2.             | "Breathing Underwater"      | Chris Loco                                      |         |  |
| 3.             | "Happen"                    | Naughty Boy Mac & Phil                          |         |  |
| 4.             | "Hurts"                     | Mac & Phil Mojam                                |         |  |
| 5.             | "Give Me Something"         | A. Sandé Mac & Phil                             |         |  |
| 6.             | "Right Now"                 | Naughty Boy Mac & Phil                          |         |  |
| 7.             | "Shakes"                    | Naughty Boy Coffer                              |         |  |
| 8.             | "Garden"                    | Loco                                            |         |  |
| 9.             | "I'd Rather Not"            | Naughty Boy Shakaveli                           |         |  |
| 10.            | "Lonely"                    | Mac & Phil Mojam                                |         |  |
| 11.            | "Sweet Architect"           | Coffer Mojam                                    |         |  |
| 12.            | "Tenderly"                  | Mac & Phil                                      |         |  |
| 13.            | "Every Single Little Piece" | Mac & Phil                                      |         |  |
| 14.            | "Highs & Lows"              | TMS                                             |         |  |
| 15.            | "Babe"                      | Mac & Phil Loco [a] Gavin Powell [b] Pantha [b] |         |  |
| Duração total: | Duração total:              | Duração total:                                  | 51:56   |  |

| Digital bonus track |                |                  |         |  |
| N.º                 | Título         | Producer(s)      | Duração |  |
| 16.                 | "Hurts"        | Mac & Phil Mojam |         |  |
| Duração total:      | Duração total: | Duração total:   | 56:12   |  |

| Deluxe edition bonus tracks |                     |                 |         |  |
| N.º                         | Título              | Producer(s)     | Duração |  |
| 16.                         | "Kung Fu"           | A. Sandé Rachet |         |  |
| 17.                         | "Somebody"          | Loco            |         |  |
| 18.                         | "This Much Is True" | A. Sandé        |         |  |
| Duração total:              | Duração total:      | Duração total:  | 62:08   |  |

| Digital deluxe edition bonus track |                |                  |         |  |
| N.º                                | Título         | Producer(s)      | Duração |  |
| 19.                                | "Hurts"        | Mac & Phil Mojam |         |  |
| Duração total:                     | Duração total: | Duração total:   | 66:24   |  |

| Japanese and US Target bonus tracks |                |                |         |  |
| N.º                                 | Título         | Producer(s)    | Duração |  |
| 19.                                 | "Naturally"    | TMS            |         |  |
| 20.                                 | "Dream On"     | Coffer         |         |  |
| Duração total:                      | Duração total: | Duração total: | 69:45   |  |

## Créditos e integrantes

### Locais de gravação
- Banbury, Reino Unido – Angelic Studios
- Hollywood, Califórnia – Prestige Worldwide
- Londres, Reino Unido – Air Edel, AIR Studios, Angel Studios, The Bridge, British Grove Studios, The Garden, Naughty Boy Recordings, Oddchild Studios, The Penthouse, Playdeep Studios, Strongroom Music Studios, RAK Studios, The Wood
- Los Angeles, Califórnia – Westlake Recording Studios
- Nova Orleans – The Music Shed
- St. Louis, Missouri – Jupiter Studios

### Integrantes
Vocais
- Jay Electronica – vocais em destaque (faixa 8)
- Luke Gibbs – vocais de fundo (faixa 13)
- Jake Gordon – vocais de fundo (faixa 13)
- Matt Holmes – vocais de fundo (faixa 13)
- Philip Leigh – vocais de fundo (faixa 13)
- Emeli Sandé – vocais principais, vocais de fundo
- Joel Sandé – vocais em destaque (faixa 12)
- Áine Zion – vocais em destaque (faixa 8)

Coro: The MajorTonesMusic Gospel Choir – vocais do coro (faixas 1–2, 4, 11)
    
- Alex Cowper – projeto
- Emeli Sandé – direção de arte
- Dan Sanders – direção de arte

## Charts
| Chart (2016)                            | Peak position |
| --------------------------------------- | ------------- |
| Austrália (ARIA)                        | 20            |
| Áustria (Ö3 Austria Top 40)             | 30            |
| Bélgica (Ultratop Flandres)             | 9             |
| Bélgica (Ultratop Valônia)              | 35            |
| Canadá (Billboard)                      | 70            |
| Países Baixos (Dutch Charts)            | 21            |
| França (SNEP)                           | 65            |
| Alemanha (Offizielle Deutsche Charts)   | 12            |
| Irlanda (IRMA)                          | 6             |
| Itália (FIMI)                           | 84            |
| Nova Zelândia (RMNZ)                    | 29            |
| Escócia (Official Scottish Albums)      | 1             |
| Spanish Albums (PROMUSICAE)             | 53            |
| Suécia (Sverigetopplistan)              | 52            |
| Suíça (Schweizer Hitparade)             | 9             |
| Reino Unido (Official Albums Chart)     | 2             |
| Estados Unidos (Billboard 200)          | 41            |
| Estados Unidos (Top R&B/Hip Hop Albums) | 4             |

| Chart (2016)                       | Position |
| ---------------------------------- | -------- |
| Belgian Albums (Ultratop Flanders) | 86       |
| UK Albums (OCC)                    | 26       |
| Chart (2017)                       | Position |
| Belgian Albums (Ultratop Flanders) | 124      |